# SSX Blur
SSX Blur es un videojuego de snowboarding publicado por EA Sports BIG y distribuido por EA Montreal para el Wii. El juego fue lanzado en los EE. UU. el 27 de febrero del 2007. La banda sonora fue compuesto por Junkie XL e interpretado a través del juego en "Radio BIG", la estación de radio ficticia que se escucha mientras se juega. Es considerado como el peor título de todos los que se han creado de la saga SSX, Debido a las mecánicas básicas y fue el único título de la saga de SSX que recibió críticas negativas en su mayoría.

## Jugabilidad
El gameplay de SSX Blur es parecido al de anteriores entregas de la saga. Al igual que en SSX 3, el jugador avanza a través de los tres picos de una montaña, participando en carreras, competencias de trucos, y slalom para ganar premios y desbloquear nuevas cosas. Se puede elegir entre la tabla de snowboard, o los ski, al igual que enSSX On Tour.
Para jugarlo, se usan tanto el Wii Remote como el Nunchuk. El movimiento, la velocidad y el salto se controlan con el Nunchuk, mientras que con el Wii Remote se hacen trucos en el aire. El Wii Remote también se usa para lanzar bolas de nieve durante la carrera.
Mientras el jugador baja por la montaña, puede hacer diversos trucos para ganar puntos y llenar una barra especial. Cuando esta barra se llena, el jugador puede hacer trucos especiales llamados "Ubertricks", los que requieren que "dibuje" una figura en especial mientras está en el aire, tales como un corazón, una "Z", una espiral, etc. Aunque se conocen solo 4 ubertricks al comienzo, otros pueden ser desbloqueados al conseguir una cantidad de emblemas que están dispersos por la montaña en el modo Career.

## Personajes
Hay 12 personajes:
- Nombre
  - Nacionalidad
  - Apariciones
  - Nota

- Allegra Sauvagess
  - EE. UU.
  - SSX3
  - Disponible desde el debut

- Elise Riggs
  - Canadá
  - SSX
  - Disponible desde el debut

- Felix Lévesque
  - Canadá
  - SSX Blur
  - Personaje nuevo, franco canadiense de Montreal, Quebec

- Griff Simmons
  - EE. UU.
  - SSX3
  - Disponible desde SSX3, excepto en SSX On Tour

- Jean-Paul "JP" Arsenault
  - Francia
  - SSX
  - Traje alternativo en SSX3. No disponible en SSX On Tour.

- Kaori Nishidake
  - Japón
  - SSX
  - Disponible desde el debut

- Mackensie "Mac" Frasier
  - EE. UU.
  - SSX
  - No disponible en la versión PAL de SSX Tricky, donde fue reemplazado por su hermano Marty

- Maya Nolet
  - Canadá
  - SSX Blur
  - Personaje nuevo, posiblemente Inuit

- Moby Jones
  - UK
  - SSX
  - Disponible desde el debut, excepto en SSX On Tour

- Psymon Stark
  - Canadá
  - SSX Tricky
  - Disponible desde el debut

- Skye Simms
  - Australia
  - SSX On Tour

- Zoe Payne
  - EE. UU.
  - SSX
  - Disponible desde el debut

## Opiniones
El juego logró buenas puntuaciones, a pesar de algunas críticas hechas por algunas páginas de Internet. IGN admiró la profundidad que le daban los controles al juego, pero también criticó que su dificultad para aprender a manejarlo solo lo hacía apto para jugadores "hardcore". Official Nintendo Magazine UK se quejó del reciclaje que se hizo de las canciones desde otras entregas. 1UP.com criticó duramente lo difícil de realizar de los ubertricks. GameSpot criticó los eventos de slalom, pero alabó la experiencia en general. Game Informer comentó que era un buen regreso de la serie, pero que aún preferían los antiguos controles.

## Curiosidades de diseño e historia
- Este juego recuerda a SSX3. Los picos tienen un diseño similar.
- Las canciones básicas del juego son de SSX3 y SSX On Tour, aunque fueron ampliamente modificadas.
- Este juego tiene lugar entre SSX3 y SSX On Tour. Por ejemplo, en On Tour, Kaori tiene 21 años; mientras que en Blur y SSX3, tiene 19.